# Mini Hollywood

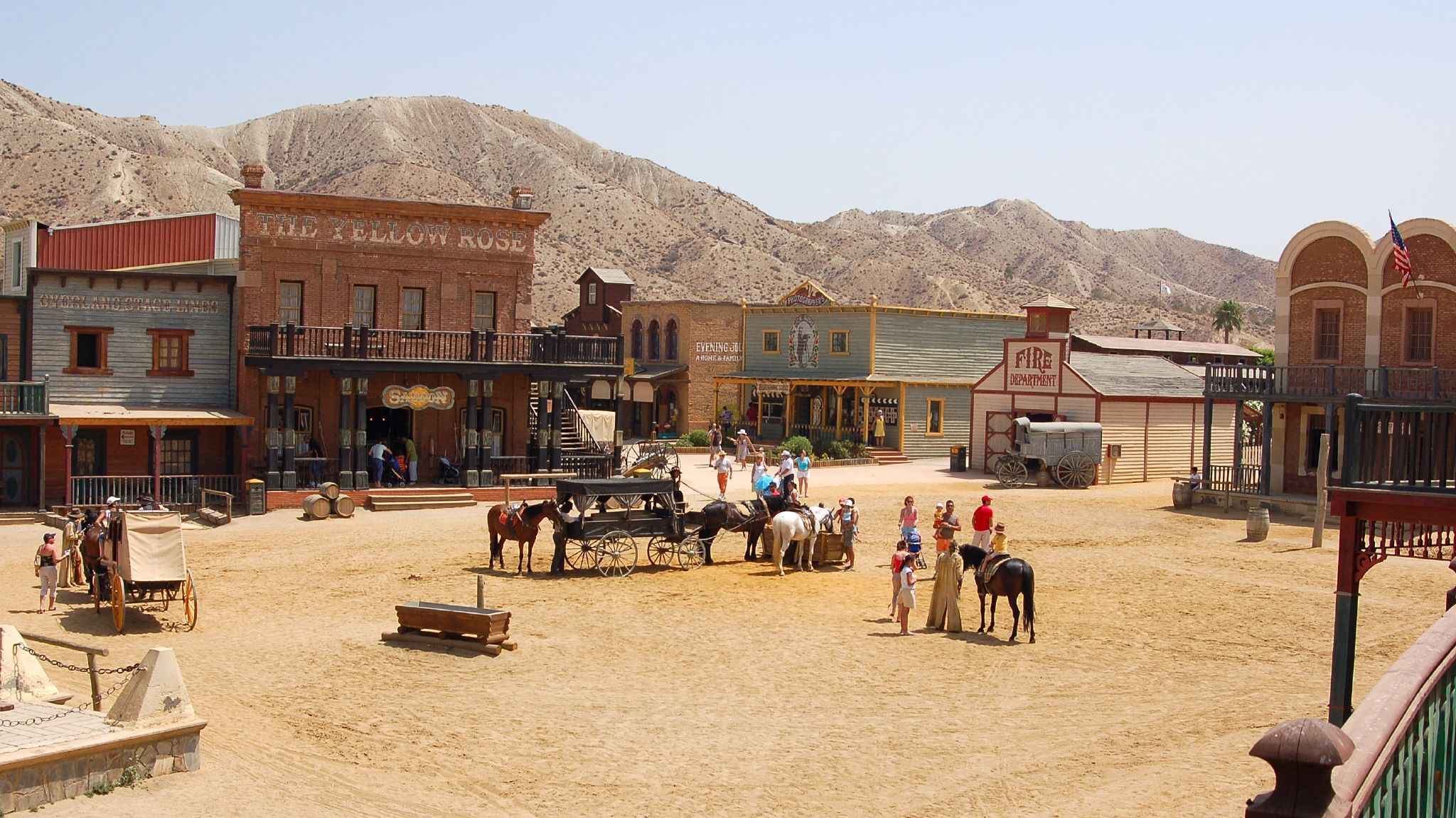
Place de Mini Hollywood

Mini Hollywood situé à Tabernas (Andalousie, Espagne) dans le désert de Tabernas est l'un des trois villages (poblados) de western encore debout, et n'a aujourd'hui essentiellement que des activités touristiques avec notamment un zoo.

## Historique
Il a eu plusieurs appellations : Poblado El Paso ou Poblado del Oeste El Paso ou Poblado El Fraile ou Yucca-City ou Oasis Park.
Il a été construit en avril-mai 1965 par Carlo Simi pour le film de Sergio Leone Et pour quelques dollars de plus et s'appelle alors Poblado del Oeste El Paso dans les guides de l'époque, de son nom dans Et pour quelques Dollars de plus, film qui a motivé sa construction..
El Paso devient Mini-Hollywood dans une première restauration de 1979-1980. Des maisons détruites par une tempête sont refaites, d'autres seulement repeintes, ce réaménagement est a posteriori extrêmement fidèle à l'original.
Mini-Hollywood s'appelle aussi et en même temps depuis 80 Yucca-City, du nom du village dans le film Occhio alla Penna, Michele Lupo, avec Bud Spencer et Amidou, qui y est tourné en septembre et octobre 1980.
Complètement remanié dans la décennie 90, (racheté par une chaîne d'hôtel) il porte le nom actuel de Oasis Park, sous lequel il passe d'un décor de cinéma à un parc d'attraction genre Disneyland n'ayant que peu de chose à voir avec le El Paso original, une Main Street de bois, la banque de faux adobe sur la Plazza, le tout flanqué de canyons où se déversaient les restes de tournages passés, vieux décors et accessoires, et des centaines de bouteilles de Kas et Coca-Cola.
On y vient en partant d'Almería puis en suivant par la N340 la direction de Sorbas.

## Films
Y ont été tournés les films ou des scènes de :

### Années 1960
- Pour une poignée de dollars (1964 avec Clint Eastwood)
- Et pour quelques dollars de plus (1965 avec Clint Eastwood, Lee Van Cleef)
- Django (1966 avec Franco Nero et José Canalejas)
- Le dernier jour de la colère (1967 avec Lee Van Cleef)
- Le Bon, la Brute et le Truand (1968 avec Clint Eastwood, Lee Van Cleef) hormis la scène du cimetière de Sad Hill.
- Il était une fois dans l'ouest (1968 avec Henry Fonda et Claudia Cardinale et Charles Bronson)
- Le mercenaire (1968 avec Franco Nero)

### Années 1970
- Les Pétroleuses (1971 avec Brigitte Bardot, Claudia Cardinale)
- Soleil rouge (1971 avec Charles Bronson, Ursula Andress)
- A Fistful of Dynamite (1971 avec Domingo Antoine)
- Le Grand Duel (1972 avec Lee Van Cleef)
- L'ultimo uomo di Sara (1974 avec Rosemary Dexter)
- Un génie, deux associés, une cloche (1975 avec Terence Hill, Miou-Miou, Robert Charlebois, Patrick McGoohan, Klaus Kinski)

### Années 1980
- Conan le barbare (1982 avec Arnold Schwarzenegger)
- Mad Max : Au-delà du dôme du tonnerre (1985 avec Mel Gibson, Tina Turner)

### Années 2000
- Blueberry, l'expérience secrète (2004 avec Vincent Cassel)

### Années 2010
- Publicité Ultrabook pour Intel (2012 de Daniel Kleinman (en))[2]
- Y la muerte lo seguía (2012 de Ángel Gómez Hermandez avec Angel Gomez Rivero, Manuel Tallafé, Pedro Casablanc, José Maria Galeano, Peter Van Raden, Macarena Gómez)
- Doctor Who "La Ville de la miséricorde" (2012 avec Matt Smith) et Texas Hollywood
- Game of Thrones (2014 avec Mark Huffam, Frank Doelger)

### Années 2020
- That Dirty Black Bag (2022 avec Douglas Booth)